# Джоус, Джеймс
Джеймс Трик Джоус (англ. James Trick Jose; 1881, Фалмут — 1963, Плимут, Девон) — британский регбист, призёр летних Олимпийских игр.
Джоус участвовал в летних Олимпийских играх 1908 года в Лондоне в соревнованиях по регби. Его сборная провела единственный матч против Австралазии и проиграла его, заняв второе место и получив серебряные медали.